# Manuela Mucke
Manuela Mucke (Lutherstadt Wittenberg, 30 januari 1975) is een Duitse kanovaarster.
Mucke behaalde haar grootste door zowel in 1996 als in 2000 olympisch goud te winnen in de K4 500m. Munke won tijdens de wereldkampioenschappen 13 medailles waaronder vier gouden en 8 zilveren medailles.

## Belangrijkste resultaten

### Olympische Zomerspelen
| Editie | Plaats  | Resultaten         |
| ------ | ------- | ------------------ |
| 1996   | Atlanta | K4 500m            |
| 2000   | Sydney  | K4 500m HF K1 500m |

### Wereldkampioenschappen vlakwater
| Jaar | Plaats      | Resultaten                              |
| ---- | ----------- | --------------------------------------- |
| 1995 | Duisburg    | K4 500m · K4 200m                       |
| 1997 | Dartmouth   | K4 200m                                 |
| 1998 | Szeged      | K4 500m                                 |
| 1999 | Milaan      | K2 1000m · K4 500m                      |
| 2001 | Poznań      | K2 1000 m · K4 500m                     |
| 2002 | Sevilla     | K2 500 m · K2 1000 m · K4 500 · K4 200m |
| 2003 | Gainesville | K2 1000m                                |

1984: Agafia Constantin & Nastasia Ionescu & Tecla Marinescu & Maria Ştefan ·
1988: Anke Nothnagel & Ramona Portwich & Birgit Schmidt-Fischer & Heike Singer ·
1992: Kinga Czigány & Éva Dónusz & Rita Kőbán & Erika Mészáros ·
1996: Birgit Fischer & Manuela Mucke & Ramona Portwich & Anett Schuck ·
2000: Birgit Fischer & Manuela Mucke & Anett Schuck & Katrin Wagner-Augustin ·
2004: Birgit Fischer & Carolin Leonhardt & Maike Nollen & Katrin Wagner-Augustin ·
2008: Fanny Fischer & Nicole Reinhardt & Katrin Wagner-Augustin & Conny Waßmuth ·
2012: Krisztina Fazekas & Katalin Kovács & Danuta Kozák & Gabriella Szabó ·
2016: Tamara Csipes & Krisztina Fazekas-Zur & Danuta Kozák & Gabriella Szabó ·
2020: Kozák & Csipes & Kárász & Bodonyi ·
2024: Carrington & Hoskin & Brett & Vaughan